# Aleksander Hertz (socjolog)
Aleksander Hertz (ur. 3 grudnia 1895 w Warszawie, zm. 16 maja 1983 w Nowym Jorku) – polski socjolog, sympatyk PPS, współtwórca warszawskiego Klubu Demokratycznego, członek loży wolnomularskiej w Warszawie w czasach II Rzeczypospolitej.

## Życiorys
Był synem powstańca styczniowego, wywodził się z rodziny żydowskiej o tradycjach patriotycznych. Sam od młodzieńczych lat tradycje te kontynuował. Zajmował się głównie historią doktryn socjologicznych i socjologią stosunków politycznych. W jego dziełach socjologiczno-politycznych analiza służyła obywatelskiej przestrodze; popularnonaukowe miały upowszechnić wiedzę o społeczeństwie obywatelskim.
Od 1940 mieszkał w Stanach Zjednoczonych. Za granicą wydał kilka prac w języku angielskim: The Rise of Peasant Democracy i The Case of an Eastern European Intelligentsia. Był prekursorem socjologii teatru. Pracę naukową (był wykładowcą Państwowego Instytutu Pedagogiki Specjalnej i Państwowego Instytutu Sztuki Teatralnej) łączył z działalnością popularyzatorską – współpracował z Polskim Radiem, publikował w miesięczniku „Wiedza i Życie”.
W miarę wzrostu wpływów nacjonalistycznych w II Rzeczypospolitej coraz ostrzej odczuwał to, że jest uważany za Żyda. Po latach emigracji, kiedy przeżył wewnętrznie Zagładę Żydów, napisał książkę Żydzi w kulturze polskiej, którą uważał za najbardziej osobistą.
W PRL informacje na temat Aleksandra Hertza podlegały cenzurze. Jego nazwisko znajdowało się na specjalnej liście osób objętych całkowitym zakazem publikacji. Zalecenia cenzorskie dotyczące jego osoby zanotował Tomasz Strzyżewski, który w swojej książce o peerelowskiej cenzurze opublikował notkę informacyjną nr 9 z 1975 roku Głównego Urzędu Kontroli Prasy, Publikacji i Widowisk. Wytyczne dla cenzorów zawierały na liście autorów zakazanych jego nazwisko głosząc: „(...) w stosunku do niżej wymienionych pisarzy, naukowców i publicystów przebywających na emigracji (w większości współpracowników wrogich wydawnictw i środków propagandy antypolskiej) należy przyjąć zasadę bezwarunkowego eliminowania ich nazwisk oraz wzmianek o ich twórczości, poza krytycznymi, z prasy, radia i TV oraz publikacji nieperiodycznych o nienaukowym charakterze (literatura piękna, publicystyka, eseistyka)”. Jego twórczość pisarska została upowszechniona w Polsce dopiero po 1989 r.
Był pierwszym mężem Izabeli „Czajki” Stachowicz.

## Prace
- Klasycy socjologii (wyd. 1933)
- Militaryzacja stronnictwa politycznego (wyd. 1935)
- Socjologia współczesna (wyd. 1938)
- Zagadnienia socjologii teatru (wyd. 1938)
- Amerykańskie stronnictwa polityczne (wyd. 1957)
- Żydzi w kulturze polskiej (wyd. 1961) → wyd. 2003: Biblioteka Więzi, ISBN 83-88032-56-9.
- Wyznania starego człowieka (wyd. 1979)